# Georg von Eickstedt
Georg von Eickstedt (* 25. März 1584 in Rothenklempenow; † 15. März 1655) war ritterschaftlicher Landrat und Mitglied des Consilium Status im Herzogtum Pommern.

## Leben
Der Sohn des Valtin oder Valentin (II.) von Eickstedt († 1601), Landrat in Pommern-Wolgast, und der Elisabeth von Ofen stand nach dem Tod des Vaters zusammen mit seinem Bruder Caspar unter der Vormundschaft seiner Onkel Matzke und Vivigenz von Eickstedt. Nach dem Besuch des Pädagogiums in Stettin studierte er von 1600 bis 1607 an den Universitäten Frankfurt (Oder), Leipzig, Jena und Marburg. In Frankfurt (Oder) lernte er den Theologen Christoph Pelargus kennen, mit dem er einen Briefwechsel führte.
1606 nahm Georg von Eickstedt am Begräbnis des Herzogs Bogislaws XIII. teil. Von 1607 bis 1619 war er am Prozess der Eickstedts mit den Radekows beteiligt.
Georg von Eickstedt wurde 1613 erstmals als Landrat bezeichnet. 1628 wurde er für die Ritterschaft in das Consilium Status gewählt, den Kriegs- oder Staatsrat Pommerns. 1630 wurde er Obereinnehmer des Landkastens in Pommern-Wolgast. Als Zeuge unterschrieb er 1634 die Urkunde, mit der Herzog Bogislaw XIV. das Amt Eldena der Universität Greifswald übereignete.
Er wurde am 15. November 1655 in der Stettiner Marienkirche beigesetzt.

## Familie
Georg von Eickstedt war in erster Ehe mit Ursula von der Gröben verheiratet. Mit ihr hatte er eine Tochter und zwei Söhne. Aus seiner zweiten Ehe mit Lucretia von Berg entstammten vier frühzeitig verstorbene Töchter und drei Söhne.